# Џанг Жуејсјуен
Џанг Жуејсјуен (кин: 张睿轩, романизовано Zhang Ruixuan;  11. март 1999) кинески је пливач чија специјалност су трке прсним стилом.

## Спортска каријера
Џанг је дебитовао на међународној сцени на светском јуниорском првенству у америчком Индијанаполису 2017. где се такмичио у све три појединачне трке прсним стилом, а најбољи резултат је остварио у трци на 200 прсно коју је окончао на укупном 18. месту у квалификацијама.
У сениорској конкуренцији је дебитовао на светском првенству у корејском Квангџуу 2019. где је пливао у квалификацијама трке на 200 прсно које је окончао на укупно 22. месту, не успевши да се пласира у наредну рунду. У другом делу сезоне фокусирао се на митинге светског купа у малим базенима где је остварио неколико запаженијих резултата.